# René Gingras
 (septembre 2016).
Si vous disposez d'ouvrages ou d'articles de référence ou si vous connaissez des sites web de qualité traitant du thème abordé ici, merci de compléter l'article en donnant les références utiles à sa vérifiabilité et en les liant à la section « Notes et références ».
Pour les articles homonymes, voir René Gingras (homonymie) et Gingras.
René Gingras est un écrivain québécois. 
Il est diplômé en interprétation de l'École nationale de théâtre du Canada. 

## Œuvres
René Gingras a fait la traduction québécoise de la pièce de théâtre The Crucible (1956) d'Arthur Miller à partir de la version française Les Sorcières de Salem.

## Honneurs
- 1983 : prix du Gouverneur général, Syncope[1].
- 1999 : finaliste du prix du Gouverneur général, D'Avila.